# Мігель Бріто
Мігель Бріто (ісп. Miguel Brito, 13 червня 1901 — дата смерті невідома) — болівійський футболіст, що грав на позиції півзахисника, зокрема, за клуб «Оруро Рояль», а також національну збірну Болівії.

## Клубна кар'єра
Виступав за команду «Оруро Рояль», з однойменного міста.

## Виступи за збірну
У складі збірної був присутній на чемпіонату світу 1930 року в Уругваї, але на поле не виходив.